# Claudius angustatus
La tortuga chopontil o tortuga almizclera de puente estrecho (Claudius angustatus) es la única especie de tortuga representante del género Claudius de la familia Kinosternidae.
No presenta subespecies, aunque se pueden identificar dos variedades, una más grande que la otra y también existe una gran variedad de coloración, encontrándose algunos ejemplares mucho más claros.

## Características
Posee unas patas muy robustas y fuertemente palmeadas, de color gris por la parte exterior y crema por la parte interior.
Su cabeza es en su mitad superior de color oscuro (en la variedad más clara la cabeza es de tonos pastel, con pequeños puntos negros), y alrededor de la mandíbula se observa una coloración amarillenta con manchas casi negras. En la mandíbula superior se pueden observar 3 protuberancias rígidas, que parecen pequeños colmillos. Podemos encontrar un falso colmillo en el centro de la mandíbula y uno a cada lado.

## Dimorfismo sexual
Las hembras suelen ser de menor tamaño que los machos. Los machos presentan una cola más larga y ancha en su base.

## Alimentación
Se alimentan en gran parte de crustáceos como camarones, insectos de pantano, plantas acuáticas, pájaros heridos, pequeños mamíferos, y raramente el pescado entra en su dieta principal además son carroñeros oportunistas.

## Distribución y hábitat
Se le encuentra en el sur de México (en los estados de Veracruz, Tabasco, Chiapas, Oaxaca, Campeche y Quintana Roo), así como también en Guatemala y Belice. Se le encuentra en zonas de aguas poco profundas, con fondos lodosos y mucha vegetación acuática. Es común encontrarla en zonas de corriente lenta y zonas pantanosas.